# 마의 계단
"마의 계단"(The Devil's Stairs)은 한국에서 제작된 이만희 감독의 1964년 드라마, 스릴러 영화이다. 문정숙 등이 주연으로 출연하였고 우기동 등이 제작에 참여하였다.

## 출연

### 주연
- 문정숙
- 김진규

### 조연
- 방성자
- 최남현
- 정애란

## 기타
- 조명: 김연
- 미술: 홍성칠